# Askskär (vid Byön, Hangö)
Askskär är en ö i Finland. Den ligger i Skärgårdshavet eller Finska viken och i kommunen Hangö i den ekonomiska regionen  Raseborg i landskapet Nyland, i den sydvästra delen av landet. Ön ligger omkring 110 kilometer väster om Helsingfors.
Öns area är 2,3 hektar och dess största längd är 290 meter i öst-västlig riktning.